# Christiane Sibellin
Christiane Sibellin (1948) è una modella francese, vincitrice del titolo di Miss Lione 1964 e Miss Francia 1965.
Christiane Sibellin era la figlia di due ristoratori di Lione, quando fu eletta Miss Francia nel 1965 presso il Trianon Palace, a Versailles. In seguito intraprese la carriera di modella.